# Ісламський культурний центр (Вінниця)
Ісламський культурний центр — мечеть і культурна організація в місті Вінниці. Будівля ісламського культурного центру розташована в центральній частині міста. 

## Інфраструктура центру
- Молитовна зала, що вміщує в себе приблизно 200 людей;
- Російська й арабська бібліотеки, де зібрана різноманітна  література, компакт-диски, аудіо й відео-касети про Іслам та східну культуру;
- Недільна школа з вивчення арабської мови та культури ісламського світу.

Очолює центр імам Муса Салім.